# Yarmouth Castle
Yarmouth Castle er et artillerifort, der blev opført af Henrik 8. i 1547 for at beskytte Yarmouth Harbour på Isle of Wight fra franske angreb. Det er under 30 m på tværs, og den kvadratiske fæstning var oprindeligt udstyret med 15 artillerykanoner og en garnison på 20 mand. Den havde en italiensk "pilespids"-bastion på landsiden, hvilket var meget anderledes en tidligere runde bastioner, der var blevet bygget på de øvrige Device forter som Henrik havde opført.
Under første og anden verdenskrig kom fortet igen i brug.
I dag drives den af English Heritage som turistattraktion.